# Benny Lynch
Len Harvey (Glasgow, Gorbals, 2 aprile 1913 – 6 agosto 1946) è stato un pugile scozzese.
La International Boxing Hall of Fame lo ha riconosciuto fra i più grandi pugili di ogni tempo.

## Gli inizi
Professionista dal 1931.

## La carriera
Tra i migliori pugili britannici degli Anni '30, abbandonò la carriera a soli 25 anni, lottando contro l'alcol per il resto della sua vita, che concluse all'età di 33 anni, morendo di malnutrizione.